# Капорали, Родольфо
Родольфо Капорали (итал. Rodolfo Caporali; 12 февраля 1906 — 24 октября 2004) — итальянский пианист и музыкальный педагог.
Ученик Альфонсо Рендано. После активной концертной карьеры на протяжении многих десятилетий преподавал в римской Академии Санта Чечилия, среди его учеников, в частности, Роберто Капелло и Джованни Веллути.
Входил в жюри многочисленных международных конкурсов, в том числе VI (1978) и VII (1982) Конкурсов имени Чайковского.